# Леніна (Желєзногорський район)
Леніна (рос. Ленина) — хутір в Желєзногорському районі Курської області Російської Федерації.
Населення становить 15 осіб. Входить до складу муніципального утворення Нижньождановська сільрада.

## Історія
Населений пункт розташований на території українського етнічного та культурного краю Східна Слобожанщина.
Від 2004 року входить до складу муніципального утворення Нижньождановська сільрада.

## Населення
| 1979 | 2002 | 2010 |
| ---- | ---- | ---- |
| 45   | ↘21  | ↘15  |